# Frans-Andries Durlet

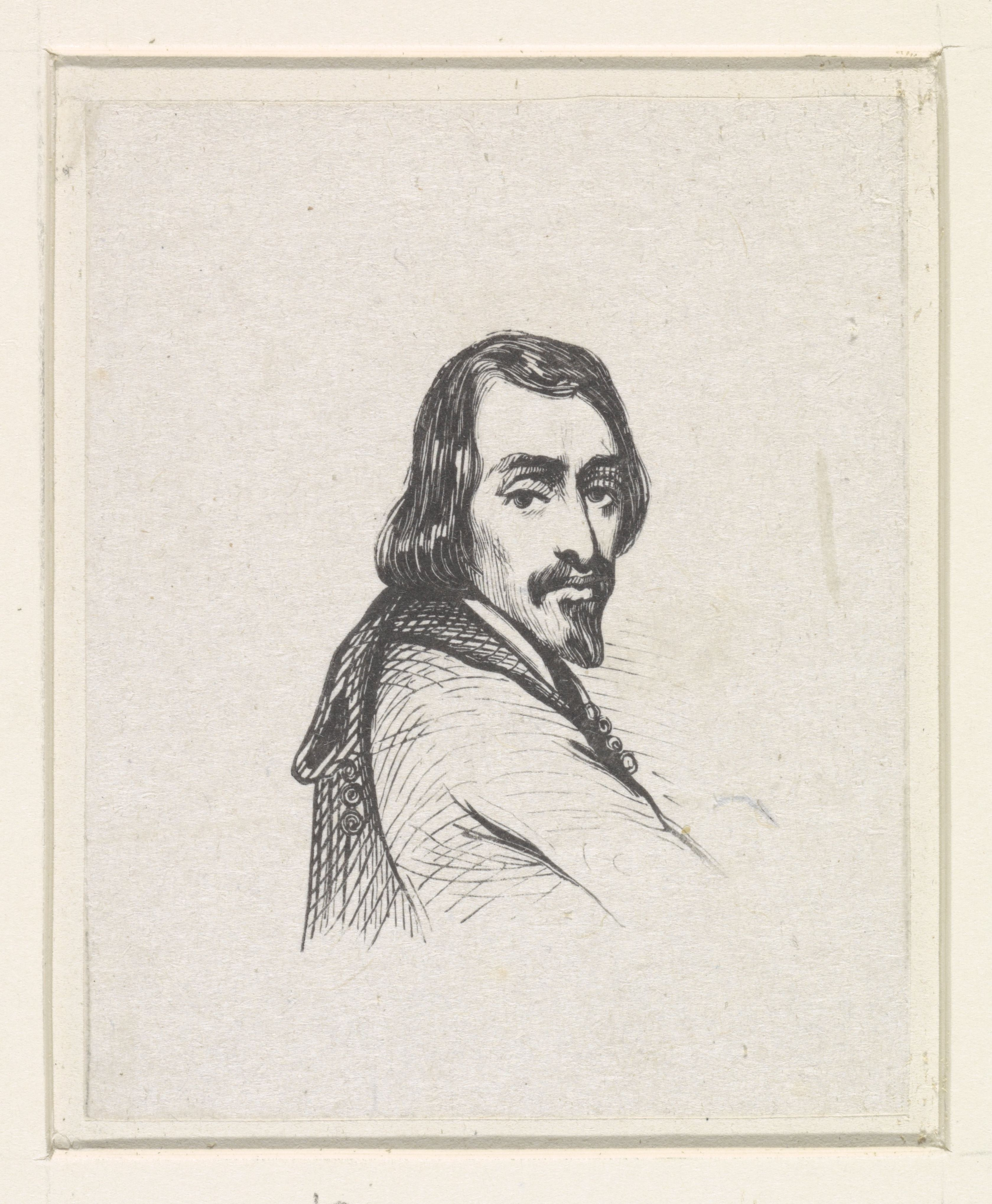
Selbstporträt

Frans-Andries, auch François André oder Franciscus Andreas Durlet, (* 11. Juli 1816 in Antwerpen; † 2. März 1867 ebenda) war ein belgischer Architekt, Bildhauer und Grafiker.

## Leben
Durlet lehrte in Antwerpen an der Königlichen Akademie der Schönen Künste in Antwerpen und war Gründer-Konservator des dortigen Steen-Museums. Auch Pierre Cuypers zählte zu seinen Architekturschülern.
Durlet leitete die Restaurierungsarbeiten an der Antwerpener Liebfrauenkathedrale und entwarf ihr Chorgestühl. Er gilt als bedeutender Förderer der neugotischen Kunst seines Heimatlandes.
Durlet war verheiratet mit Jeanne Steveniers (1826–1900). Sein Sohn Frans (1855–1931) war ebenfalls Architekt und sein Enkelsohn Emmanuel wurde ein bekannter Pianist und Komponist. Er ist Namensträger der Antwerpener Durletstraat.

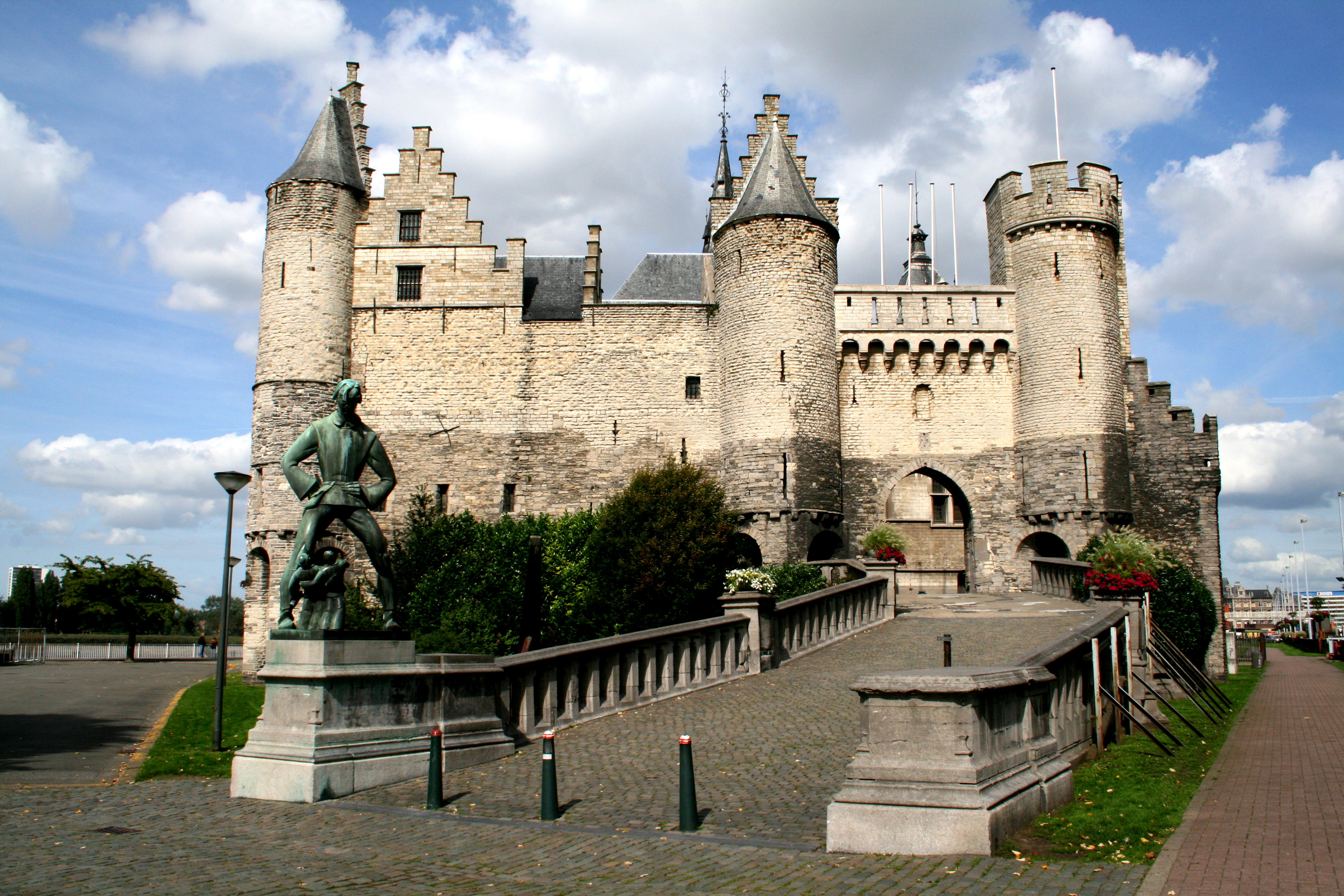
Het Steen,  Antwerpen
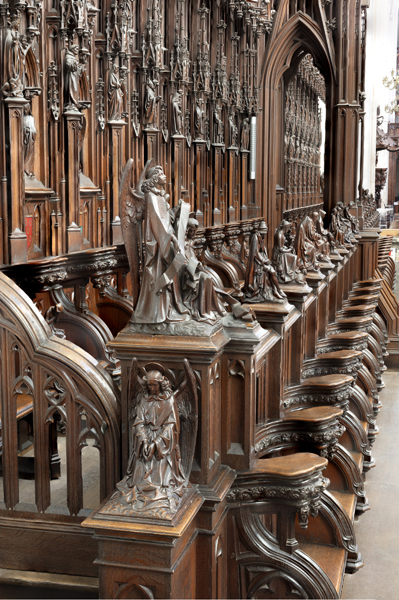
Chorgestuhl, Liebfrauenkathedrale (Antwerpen)
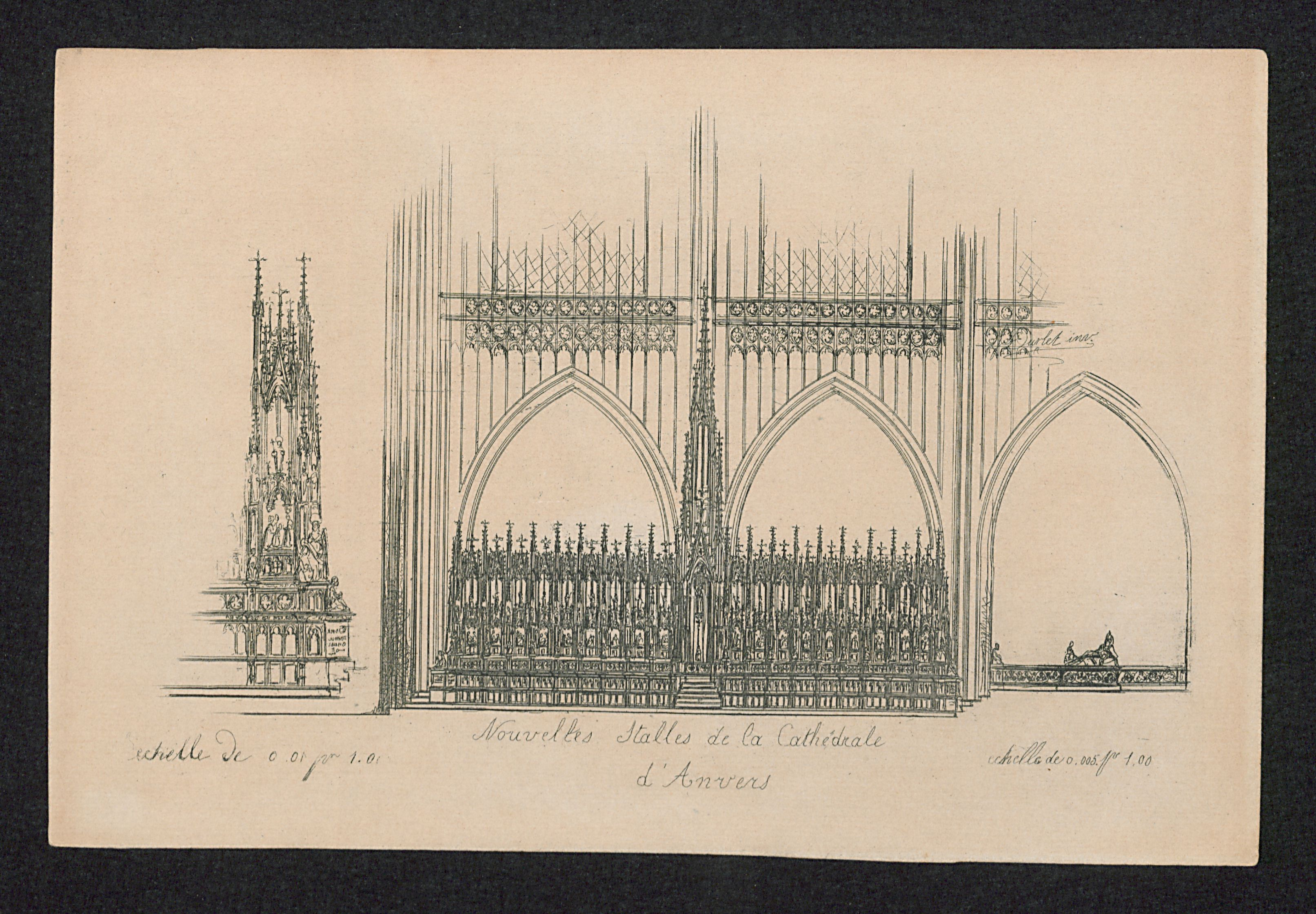
Chorgestuhl, Liebfrauenkathedrale (Antwerpen)